# P.C. Hawkeye, Sportsman
P.C. Hawkeye, Sportsman è un cortometraggio muto del 1912 interpretato e diretto da Hay Plumb. Non si conoscono dati precisi del film, andato distrutto per recuperare il nitrato d'argento della pellicola.

## Produzione
Il film fu prodotto dalla Hepworth.